# Колосовський район
Колосовський район (рос. Колосовский район) — муніципальне утворення у Омській області.

## Адміністративний устрій
- Бражниковське сільське поселення
- Колосовське сільське поселення
- Корсинське сільське поселення
- Крайчиковське сільське поселення
- Кутирлинське сільське поселення
- Ламановське сільське поселення
- Новологіновське сільське поселення
- Строкинське сільське поселення
- Талбакульське сільське поселення
- Таскатлинське сільське поселення
- Чапаєвське сільське поселення